# Roma Express
Il Roma Express è stato un servizio ferroviario che collegava la stazione di Roma San Pietro e il porto di Civitavecchia, senza fermate intermedie, riservato ai crocieristi in visita guidata.

## Materiale rotabile

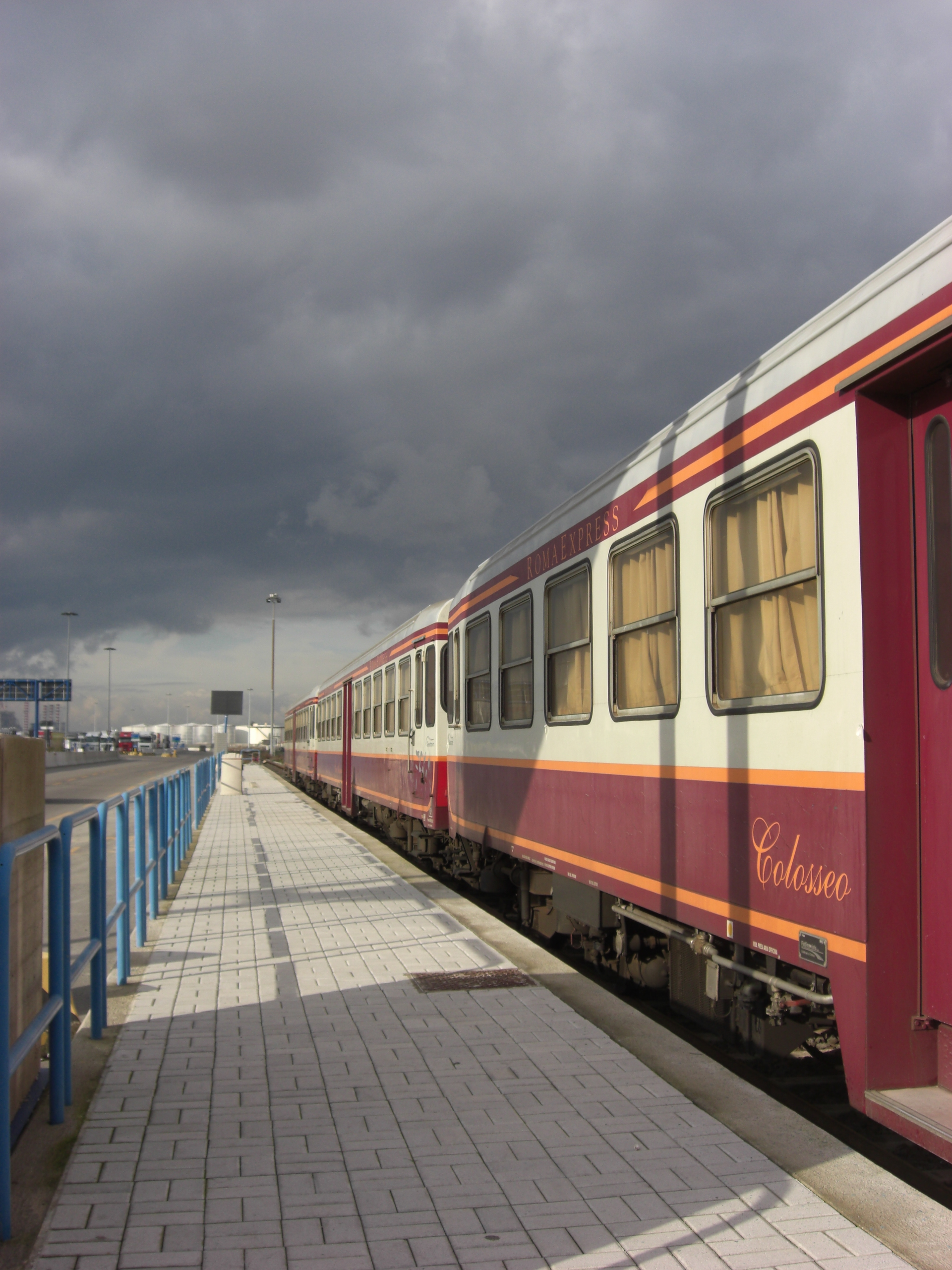
La ALn 776.060 "Colosseo" in sosta al porto di Civitavecchia

Inizialmente il servizio veniva svolto con materiale ordinario, utilizzando carrozze UIC-X noleggiate da Trenitalia.
Successivamente furono immesse in servizio automotrici ALn 776, noleggiate da Ferrovia Centrale Umbra (ora Busitalia).
Le cinque automotrici ricevettero una livrea apposita e degli interni più eleganti e confortevoli. Ciascuna di esse fu battezzata con il nome di un luogo famoso di Roma: Piazza Navona (776.019), Via Veneto (776.022), Circo Massimo (776.059), Colosseo (776.060), Città del Vaticano (776.073).
Dal 2018 a causa di problemi legati alla sicurezza ferroviaria della bretella per il porto, il collegamento è stato interrotto. Per un breve periodo è stato limitato alla stazione di Civitavecchia.
La SeaTrain ha terminato l'attività nel 2022 e ha ceduto il materiale rotabile alla società abruzzese TUA.

## Stazioni servite
Il servizio effettuava servizio no-stop Roma San Pietro-Civitavecchia Marittima, con un tempo di percorrenza di circa 40 minuti.
Saltuariamente il treno fermava anche alla Stazione di Civitavecchia.